# Graphomya fascigera
Graphomya fascigera är en tvåvingeart som först beskrevs av Stein 1920.  Graphomya fascigera ingår i släktet Graphomya och familjen husflugor. Inga underarter finns listade i Catalogue of Life.